# 中國森林

中國森林（港交所除牌前0930.HK）是曾在香港上市的林業公司。按擁有林地的覆蓋範圍計算，公司為中國三大私營自然再生林及人工森林開發商之一。

## 停牌事件
中國森林因帳目被畢馬威會計師事務所指可能「不合規」，從2011年1月26日起開始停牌。2月2日，因香港證監會入稟，法院因而下令凍結李寒春和Top Wisdom在香港的3億9820萬港幣資產。2月20日，李寒春被罷免行政總裁一職。2月24日，李寒春在貴州被拘留，被控涉嫌貪污3000萬元。
2017年2月24日，該公司被港交所勒令除牌。